# Hannele Pokka

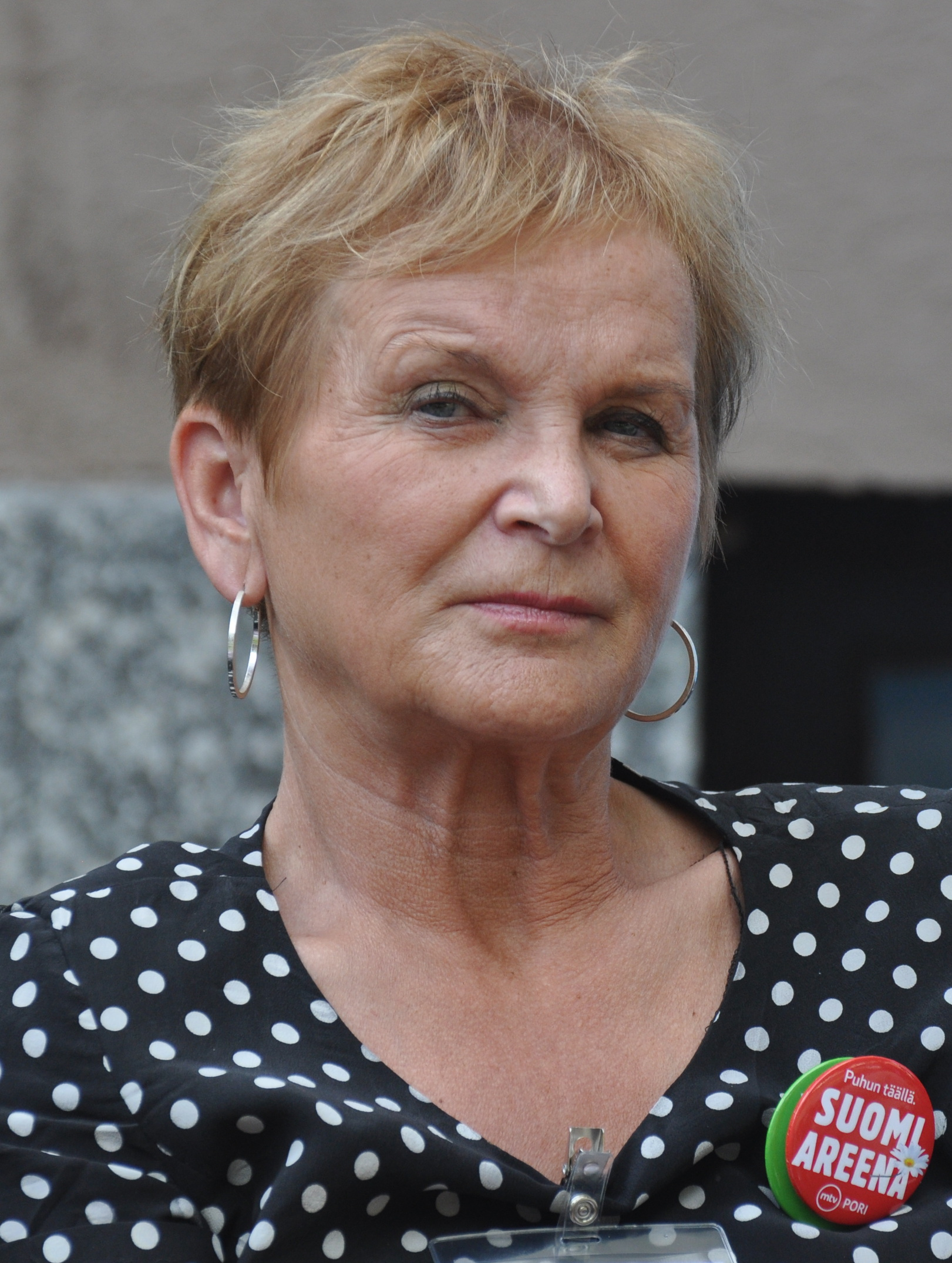
Hannele Pokka, 2014.

Pirkko Hannele Pokka, född 25 maj 1952 i Ruovesi, är en finländsk politiker och ämbetsman.
Pokka blev juris doktor 1991. Hon tjänstgjorde 1976–1979 som jurist vid Centralförbundet för lant- och skogsbruksproducenter (MTK), varefter hon invaldes i riksdagen (C). Hon var justitieminister i regeringen Aho 1991–1994 och utsågs 1994 till landshövding i Lapplands län.
Pokka har publicerat skildringar av det inrikespolitiska skeendet på 1990-talet, berättelser och skönlitterära arbeten med motiv från Lappland och memoarboken Kemijoki, minun jokeni (1994). 

## Utmärkelser
- Riddartecknet av I klass av Finlands Lejons orden,  6 december 1988[1]
- Kommendörstecknet av Finlands Vita Ros’ orden,  6 december 1992
- Militärens förtjänstmedalj,  4 juni 1994[2]
- Vita stjärnans orden, andra klass,  16 maj 1995[3]
- Kommendörstecknet av I klass av Finlands Lejons orden,  6 december 2017[4]

[Redigera Wikidata]